# Carlos González
Carlos Eduardo González (né le 17 octobre 1985 à Maracaibo, Zulia, Venezuela) est un voltigeur des Rockies du Colorado de la Ligue majeure de baseball. 
Il a fait ses débuts en 2008 chez les Athletics d'Oakland avant de passer aux Rockies en 2009. Surnommé « CarGo », il remporte en 2010 le championnat des frappeurs de le Ligue nationale, gagne son premier Gant doré pour son excellence défensive au champ extérieur et son premier Bâton d'argent pour ses performances à l'attaque. Après la saison 2014, il compte 3 Gants dorés, deux Bâtons d'argent et deux sélections au match des étoiles.

## Carrière

### Athletics d'Oakland

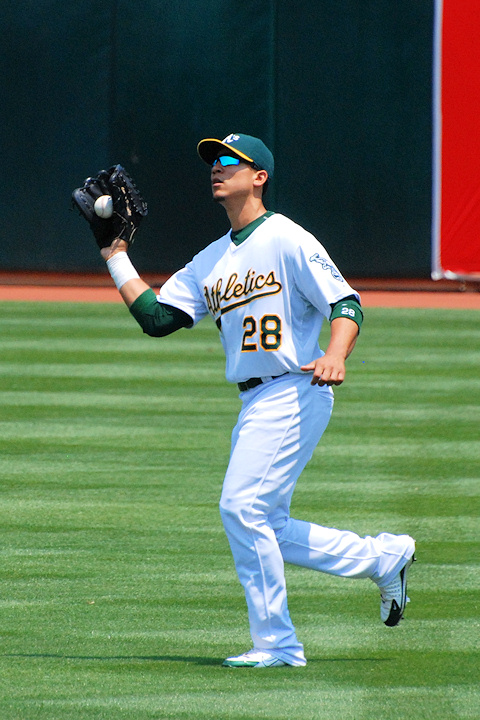
González en 2008 avec les A's d'Oakland.

Alors qu'il n'a que 16 ans, Carlos González est signé comme agent libre par les Diamondbacks de l'Arizona le 3 août 2002. Il commence sa carrière professionnelle dans les ligues mineures avec des équipes affiliées aux Diamondbacks. Le 14 décembre 2007, il passe aux Athletics dans une transaction qui envoie aussi les voltigeurs Chris Carter et Aaron Cunningham ainsi que les lanceurs Brett Anderson, Dana Eveland et Greg Smith à Oakland, en retour du lanceur étoile Dan Haren et du releveur Connor Robertson.
González joue son premier match dans les majeures avec les Athletics le 30 mai 2008. Dans cette première partie, opposant les A's aux Rangers du Texas, le jeune vénézuélien récolte son premier coup sûr - réussi aux dépens du lanceur Kevin Milwood - et son premier point produit en carrière. Dans un match interligue contre les Marlins de la Floride le 20 juin, il claque son premier coup de circuit, face au lanceur Mark Hendrickson. González joue 85 parties avec Oakland en 2008, frappant pour une moyenne au bâton de,242 avec 4 coups de circuit et 26 points produits.

### Rockies du Colorado
Le 10 novembre 2008, González sert à nouveau de monnaie d'échange dans une transaction impliquant un joueur d'envergure : le voltigeur étoile Matt Holliday passe des Rockies aux A's en retour de Gonzalez, Greg Smith et le lanceur de relève Huston Street.

#### Saison 2009

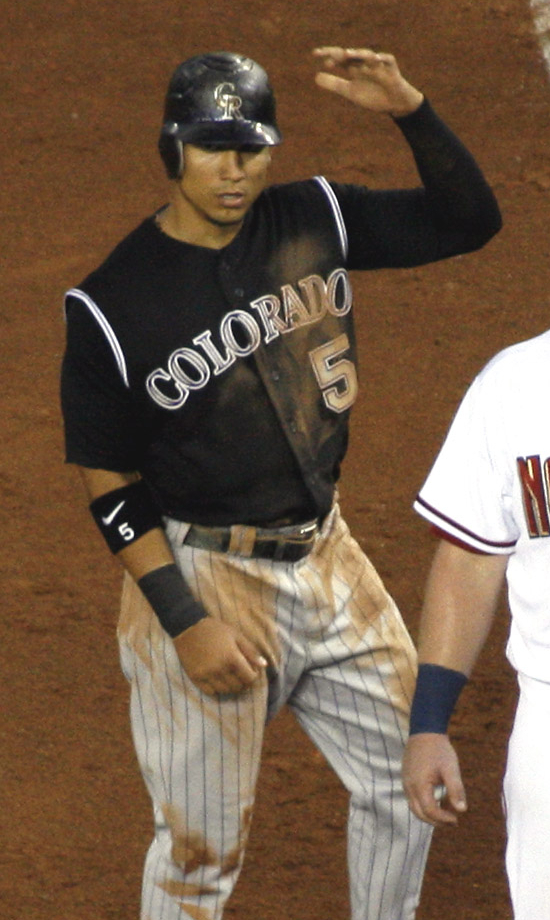
Carlos González en 2009.

González prend donc le chemin du Colorado et y joue 89 parties en 2009. Il maintient une moyenne au bâton de,284 avec 13 circuits et 29 points produits. Il joue dans les quatre parties disputées par les Rockies en séries éliminatoires contre Philadelphie. Il frappe dix coups sûrs en dix-sept, pour une moyenne de ,588 avec un circuit en Série de division.

#### Saison 2010
En 2010, il est un régulier des Rockies et se trouve parmi les meneurs dans plusieurs catégories offensives dans la Ligue nationale, rivalisant pour la Triple couronne. Il remporte avec une moyenne au bâton de,336 le championnat des frappeurs de la Nationale. Il mène sa ligue pour les coups sûrs avec 197, n'étant devancé dans les majeures que par Ichiro Suzuki (214) et Robinson Cano (200). La vedette des Rockies claque 34 coups de circuit et produit 117 points. Dans cette dernière catégorie, seul Albert Pujols, avec 118 points produits, le devance dans la Nationale. Il marque 111 points, frappe 34 doubles et réussit 26 vols de buts. Il reçoit après la saison son premier Gant doré, récompensant ses aptitudes défensives au champ extérieur, et un premier Bâton d'argent pour ses performances à l'attaque. 
Au vote du meilleur joueur de l'année, il prend la troisième place derrière le lauréat Joey Votto et le triple vainqueur Albert Pujols.
Le 31 juillet 2010 face aux Cubs de Chicago, Gonzalez réussit un cycle, qu'il complète avec un circuit pour mettre fin au match et donner la victoire, 6-5, aux Rockies. González est le 4e joueur de l'histoire à mettre fin à un match en frappant le circuit qui leur permet de compléter le cycle, après Ken Boyer pour Saint-Louis en 1961, César Tovar pour Minnesota en 1972 et Dwight Evans pour Boston en 1984.

#### Saisons 2011 à 2014
Le 11 janvier 2011, les Rockies et González annoncent que le nouveau contrat signé par le joueur vedette est officiel : il a accepté une entente de 80 millions de dollars pour sept saisons. Jamais un joueur ne comptant que l'équivalent de deux saisons de services dans les majeures n'avait décroché auparavant un contrat aussi généreux.
González est incapable en 2011 de répéter les succès de la précédente saison, mais il termine tout de même avec d'honorables statistiques : 26 circuits, 92 points produits, 92 points marqués, 20 buts volés, moyenne de puissance de ,526 et moyenne au bâton de ,295 en 127 parties jouées.
Dans les années suivant la signature de ce nouveau contrat, Gonzalez est fréquemment blessé et rate beaucoup de matchs pour différentes blessures, notamment aux mains et aux poignets. Invité pour la première fois au match des étoiles en 2012, il est sélectionné à nouveau pour la classique de mi-saison en 2013 et remporte le Gant doré chacune de ces années. Il frappe pour ,303 de moyenne au bâton en 135 parties jouées au cours de la saison 2012 avec 22 circuits, 85 points produits et 20 buts volés. En 110 matchs joués en saison 2013, il claque 26 circuits, produit 70 points, vole 21 buts et maintient une moyenne au bâton de ,302 en 110 matchs joués tout en augmentant sa moyenne de puissance de ,510 à ,591.
Ennuyé par une tendinite au genou gauche durant la saison 2013, il est limité à 70 matchs durant la saison 2014, qui se termine prématurément par une opération pour soigner une déchirure du tendon patellaire. Jouant en dépit de cette blessure jusqu'au début du mois d'août, il ne frappe que pour ,238 avec 11 circuits, 38 points produits, trois buts volés et une moyenne de présence sur les buts d'à peine ,238.

#### Saison 2015
En 2015, González frappe 40 circuits pour son nouveau record personnel et le second plus haut total de la Ligue nationale après les 42 de son coéquipier Nolan Arenado et de Bryce Harper des Nationals de Washington. Il est 5e de la Ligue nationale avec une moyenne de puissance de ,540 et il produit 97 points. Il remporte le second Bâton d'argent de sa carrière.